# Bouqueval
Bouqueval is een dorp in Frankrijk, dat op 20 km ten noorden van het centrum van Parijs ligt.

## Kaart
De onderstaande kaart toont de ligging van Bouqueval met de belangrijkste infrastructuur en aangrenzende gemeenten.

## Demografie
Onderstaande figuur toont het verloop van het inwonertal, bron: INSEE-tellingen. 

## Websites
- (fr)  Statistische informatie op de website van INSEE

1. ↑  Populations de référence 2022.